# Катастрофа Ту-154 в Шардже
Катастрофа Ту-154 в Шардже — крупная авиационная катастрофа, произошедшая в понедельник 15 декабря 1997 года. Авиалайнер Ту-154Б-1 авиакомпании «Точикистон» выполнял чартерный рейс TZK3183 по маршруту Худжанд—Шарджа, но при заходе на посадку рухнул на землю в 13 км от аэропорта Шарджи (Объединённые Арабские Эмираты). Из находившихся на его борту 86 человек (79 пассажиров и 7 членов экипажа) выжил только штурман Сергей Петров.

## Самолёт
Ту-154Б-1 с бортовым номером 85281 (заводской — 78A281, серийный — 0281) был выпущен заводом Авиакор 22 июня 1978 года и 29 июня поступил в Шереметьевский авиаотряд Центрального управления Международных воздушных сообщений (ЦУМВС). С 24 декабря 1979 года переведён в Душанбинский авиаотряд Таджикского управления гражданской авиации. В 1980-е гг. самолёт носил стикер «Official Olympic Carrier». В 1993 году самолёт начал эксплуатироваться в парке новообразованной компании «Точикистон».

## Катастрофа
Самолёт выполнял чартерный рейс 3183 из Худжанда в Шарджу. На его борту находились 7 членов экипажа и 79 пассажиров. Кабинный экипаж самолёта состоял из КВС-инструктора Абдурахмона Алиева, штатного КВС Владимира Филиппова и штурмана Сергея Петрова. В салоне работали стюардессы Елена Рассказова и Татьяна Кадырова, а также находились авиатехник Сергей Сафронов и флайт-менеджер Шохида Гафарова. Непосредственно управлял самолётом КВС-инструктор, сидевший в левом кресле, тогда как штатный КВС сидел позади в кабине на откидном кресле.
При входе в воздушное пространство ОАЭ экипаж связался с диспетчером подхода в Дубае, так как в Шардже отсутствовал радиолокатор и все заходы на посадку в неё контролировались с помощью обзорного радиолокатора в Дубае. Самолёт был на эшелоне 170 (17 тысяч футов или 5180 метров), когда диспетчер Дубая доложил экипажу, что посадка будет осуществляться по методу радиолокационного наведения, после чего дал команду занять курс 180°. В дальнейшем экипажу было дано разрешение снижаться до высот 3050 метров, 1830 метров и 760 метров с доворотом на курс 190°. Так как в процессе снижения приборная скорость самолёта возросла до 470 км/ч, то для её снижения экипаж выпустил средние интерцепторы.
Ту-154 был в 20 километрах от аэропорта и на высоте 1390 метров, когда командир экипажа дал команду продолжать снижение. При прохождении высоты 1054 метра с экипажем связался диспетчер, который разрешил снижаться до 457 метров. Экипаж подтвердил полученную информацию, а через 5,5 секунд штурман сказал командиру о занятии данной высоты. Все команды на снижение давались диспетчером преждевременно, до того как самолёт опускался до предыдущей заданной высоты. Но если предыдущие указания давались с уточнением … и сохраняйте, то в команде на снижение до 457 метров этого уточнения уже не было. После предыдущего длительного снижения это могло вызвать у экипажа стереотип о постоянном снижении. К тому же схема захода на посадку по которой диспетчер вёл экипаж являлась сокращённой и отличалась от стандартных схем, что также затрудняло работу пилотов.
Проходя высоту 550 метров в темноте, Ту-154 попал в зону турбулентности, вызванной неустойчивым ветром со стороны моря. О достижении высоты 1500 футов экипаж не стал сообщать диспетчеру. Самолёт при этом следовал курсом 190° и находился в 15,7 километрах от начала ВПП по азимуту 108°. Как только на локаторе появилась отметка авиалайнера на высоте 1500 футов, диспетчер «Дубай-подход», не дожидаясь доклада от экипажа о занятии данной высоты, дал команду занять курс 270° для посадки в аэропорту Шарджа на ВПП 30 по системе ILS. Это была последняя связь с данным бортом. Сам диспетчер после этого рейс 3183 не контролировал (допускается согласно ICAO DOC 4444), так как вёл сразу шесть самолётов, тем самым не предотвратив дальнейшее снижение самолёта.
Нестандартная схема захода на посадку вызвала у экипажа ложное мнение, что они уже слишком близко от выхода к ВПП, в связи с чем пилотирующий самолёт инструктор Алиев сразу после команды диспетчера ввёл самолёт в правый крен до 20° и начал осуществлять поворот. На скорости 400 км/ч экипаж начал выпускать шасси. Истинная высота (над землёй) к тому времени уже снизилась до 250 метров, в связи с чем сработала сигнализация опасного сближения с землёй СОСС, которая, однако, выключилась уже через секунду, так как выпустились шасси. Установленный в аэропорту Дубая устаревший радиолокатор не был оборудован системой по предупреждению и оповещению достижения воздушным судном минимально безопасной истинной высоты, поэтому не смог предупредить диспетчера об ухудшении ситуации рейса 3183, который продолжал снижаться с вертикальной скоростью 6 м/с.
На высоте 210 метров над землёй самолёт неожиданно попал в зону турбулентности, из-за чего экипаж сосредоточился на задаче по поперечной балансировке самолёта. Это повысило психологическую нагрузку на экипаж, который думал, что выход на посадочную прямую уже слишком близок и у них дефицит времени, а ведь требовалось ещё сбросить скорость до 360 км/ч и выпустить закрылки на 28°. Экипаж начал выполнять «Карту контрольных проверок», раздел «Перед 3-м разворотом или на удалении 20—25 км», когда через 10 секунд сработала команда «Предельный курс РСЗ», что свидетельствовало об истинной высоте менее 100 метров, но выше ВПР, тогда КВС-инструктор произнёс: Режим 70 добавьте. Однако снижение самолёта от этого не прекратилось.
Самолёт заходил на посадку по направлению на закат при ясном небе, что в сочетании с вечерней дымкой и тёмной поверхностью земли вызвало у экипажа иллюзию, что они на достаточной высоте и полностью контролируют ситуацию. Сосредоточившись на посадке, а затем на выравнивании самолёта при попадании в турбулентность, экипаж в течение последних двух минут даже не обратил внимание на показания высотомеров и вариометров.
При прохождении высоты 60 метров в кабине сработала сигнализация «Высота принятия решения», на что через несколько секунд сидящий позади в кабине штатный КВС (Филиппов) констатировал 100 метров высота, а через три секунды штурман скомандовал Без снижения. Но никаких экстренных действий экипаж не предпринял. На расстоянии 13 км от ВПП Ту-154 врезался в землю на скорости 370 км/ч, полностью разрушился и сгорел. При ударе штурмана Петрова выбросило из кабины пилотов и он получил тяжёлые травмы, но остался жив. Все остальные 85 человек на борту самолёта погибли. В числе погибших были гастроэнтеролог Салом Баракаев, футболист Ориф Бобохонов, генерал-майор милиции Темурджон Рахимбоев.

## Причины
Расследование проводила комиссия Департамента ГА ОАЭ с привлечением специалистов Ленинабадского АП, АК «Точикистон» и Межгосударственного авиационного комитета. По её заключению, катастрофа произошла вследствие несохранения КВС последней заданной высоты и непреднамеренного продолжения снижения в управляемом полете без осознания ситуации, а также отсутствия реакции на сигнализацию опасной высоты и предупреждение штатного КВС и штурмана.
Сопутствующими причинами катастрофы стали:
1. Отсутствие подтверждения штурманом, что КВС понял команду диспетчера занять высоту 1500 футов.
2. Ни второй пилот, ни штурман не предупредили КВС о подходе к последней заданной высоте или о продолжении снижения ниже заданной высоты.
3. Недостаток дисциплины при выполнении стандартных операций «Технологии работы экипажа» во время выполнения карты контрольной проверки в период большой рабочей загрузки под воздействием кажущегося дефицита времени повлиял на недостаточность осознания полетной ситуации в целом.
4. КВС проявлял признаки повышенного психо-эмоционального напряжения, обычно вызываемого высокой загрузкой, и его психическое состояние было далеко от оптимального для проведения манёвров. Это напряжение было первоначально вызвано его представлением, что самолёт «векторится» очень близко к ВПП, а в дальнейшем усилилось попаданием в турбулентность и повлияло на его восприятие приборной информации в целом, вызвало недостаток осознания полетной ситуации в вертикальной плоскости и способствовало отсутствию реакции на сигнализацию радиовысотомера и предупреждение штатного КВС и штурмана.

Рекомендации на основе заключения комиссии:
1. Государственной авиакомпании «Точикистон»:
  1. Создать механизм, обеспечивающий выполнение технологии работы экипажа в плане контроля за высотой полёта.
  2. Улучшить знание экипажами условий срабатывания систем предупреждения и сигнализации, а также надлежащих реакции на предупреждения.
  3. Проанализировать пригодность существующей системы обеспечения управления и взаимодействия в экипаже для обеспечения гарантии взаимодействия и осознания ситуации летными экипажами на всех стадиях полета и, особенно, в период повышенной рабочей загрузки.
  4. Установить систему сигнализации подхода к заданному эшелону на всех самолётах.
2. Департаменту ГА ОАЭ:
  1. Установить систему сигнализации достижения минимально допустимой высоты и/или систему предупреждения, основанную на показаниях радара, обеспечивающую выдачу предупреждения, когда самолёт снижается ниже предписанной сектором минимально допустимой высоты.
3. Департаменту ГА Дубая:
  1. Произвести пересмотр процедуры векторения для заходов на все ВПП в их зоне ответственности.
4. Генеральной администрации ГА ОАЭ:
  1. Усилить надзор за работой компаний, осуществляющих чартерные рейсы в ОАЭ.
  2. Оценить пригодность процедур обеспечения радиолокационного контроля за воздушным движением во всех Эмиратах и провести проверку профессиональных навыков всех диспетчеров.